# Parafia Najświętszej Maryi Panny Królowej Polski w Gromie
Parafia Najświętszej Maryi Panny Królowej Polski w Gromie – parafia rzymskokatolicka znajdująca się w archidiecezji warmińskiej, w dekanacie Szczytno.